# Lądowisko Rzeszów-Szpital
Lądowisko Rzeszów-Szpital – lądowisko sanitarne w Rzeszowie, w województwie podkarpackim, położone przy ul. Lwowskiej 60. Przeznaczone jest do wykonywania startów i lądowań śmigłowców sanitarnych i ratowniczych w dzień i w nocy o dopuszczalnej masie startowej do 5700 kg. 
Zarządzającym lądowiskiem jest Kliniczny Szpital Wojewódzki Nr 2 im. Św. Jadwigi Królowej. W roku 2010 zostało wpisane do ewidencji lądowisk Urzędu Lotnictwa Cywilnego pod numerem 57